# Universidad Católica Portuguesa
La Universidad Católica Portuguesa (en portugués: Universidade Católica Portuguesa, UCP) es una universidad privada portuguesa con sede en Lisboa.
La UCP fue creada en Braga en 1967, al abrigo del Concordato de 1940 entre el gobierno de la República Portuguesa y la Santa Sede; obtuvo reconocimiento oficial en 1971. Tiene campus: en Lisboa (Lisboa - Palma da Cima y Sintra); en Oporto; en Braga y en Beira Litoral (Viseo y Figueira da Foz); que se reparten un total de dieciocho facultades, colegios e institutos.

## Historia
La Universidad Católica Portuguesa marca la continuidad de la presencia secular de la Compañía de Jesús en la enseñanza superior de Portugal, iniciada poco después de 1540, con la llegada de los jesuitas al país. El establecimiento de centros de estudio se sucede de forma irregular hasta 1947, año en el que el Ministerio de Educación otorga el grado de Facultad Pontificia al Instituto Beato Miguel de Carvalho de Braga, comenzando así la institucionalización de la futura Universidad Católica.
En 1967 esta Facultad es declarada, por el decreto «Lusitanorum nobilissima gens» de 3 de octubre de 1967, Facultad de Filosofía de la Universidad Católica Portuguesa. Fue la primera Facultad de la nueva Universidad que, en 1968, prosiguió su expansión con la Facultad de Teología de Lisboa.